# Jean-Luc Bouilleret

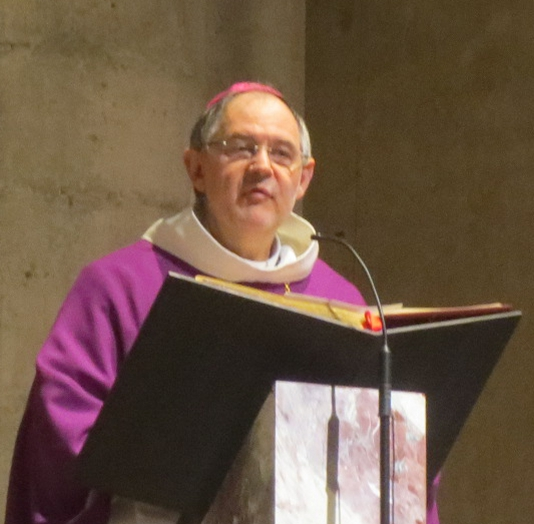
Jean-Luc Bouilleret (2014)

Erzbischofswappen von Jean-Luc Bouilleret

Jean-Luc Marie Maurice Louis Bouilleret (* 28. Oktober 1953 in Arbois, Département Jura, Frankreich) ist Erzbischof von Besançon.

## Leben
Jean-Luc Bouilleret, Sohn eines Winzers, studierte am Priesterseminar von Dijon und empfing am 28. Juni 1981 die Priesterweihe. Anschließend wirkte er bis 1982 als Pfarrer in Rom, wo er seit 1978 lebte und seine Studien an der Päpstlichen Universität Gregoriana fortsetzte. 1982 kehrte er nach Frankreich zurück und war bis 1993 Professor für Moraltheologie am Seminar von Dijon. Daneben engagierte sich Bouilleret als Gemeindepfarrer. Von 1996 bis 2003 war er Spiritual des Seminars der Universität von Lyon und unterrichtete Moraltheologie an der dortigen Theologischen Fakultät.
Papst Johannes Paul II. ernannte ihn am 10. März 2003 zum Bischof von Amiens. Die Bischofsweihe spendete ihm der emeritierte Bischof von Amiens, Jacques Noyer, am 11. Mai desselben Jahres; Mitkonsekratoren waren Thierry Jordan, Erzbischof von Reims, und Yves Patenôtre, Bischof von Saint-Claude. Als Wahlspruch wählte er Sapientia Humilitas (deutsch: „Weisheit, Demut“). Im September 2007 lehnte Bouilleret einen Antrag der traditionalistischen Priesterbruderschaft St. Pius X. ab, in einer Kirche seiner Diözese Messen nach dem tridentinischen Ritus abzuhalten. Im Folgejahr genehmigte er jedoch, dass an jedem zweiten Sonntag durch einen Priester des Bistums Amiens Messen nach dem tridentinischen Ritus zelebriert werden.
Papst Franziskus ernannte Bouilleret am 10. Oktober 2013 zum Erzbischof von Besançon. Am 17. November desselben Jahres wurde er in das Amt eingeführt. In der Französischen Bischofskonferenz gehört er dem bischöflichen Rat für das katholische Bildungswesen an.